# Comba di Castelmagno
Comba di Castelmagno este o arie protejată (sit de importanță comunitară — SCI) din Italia întinsă pe o suprafață de 622 ha, integral pe uscat.

## Localizare
Centrul sitului Comba di Castelmagno este situat la coordonatele 44°25′12″N 7°14′42″E / 44.42°N 7.245°E.

## Înființare
Situl Comba di Castelmagno a fost declarat sit de importanță comunitară în mai 2017 pentru a proteja 1 specie de plante.

## Biodiversitate
Situată în ecoregiunea alpină, aria protejată conține 8 habitate naturale: Păduri de fag din Europa Centrală dezvoltate pe sol calcaros cu Cephalanthero-Fagion, Pajiști carstice calcaroase sau bazofile, de Alysso-Sedion albi, Fânețe montane, Pajiști alpine și subalpine calcaroase, Formațiuni stabile xerotermofile de Buxus sempervirens pe pante stâncoase (Berberidion p.p.), Pajiști uscate seminaturale și facies de acoperire cu tufișuri pe substraturi calcaroase (Festuco-Brometalia) (* situri importante pentru orhidee), Grohotișuri termofile și vest-mediteraneene, Pante stâncoase calcaroase cu vegetație casmofită.
La baza desemnării sitului se află o specie protejată de  plante: Gentiana ligustica
Pe lângă speciile protejate, pe teritoriul sitului au mai fost identificate 25 de specii de plante, 3 specii de nevertebrate, 4 specii de reptile.